# Sofistika
Sofistika (gr. sophistes, modrec; tisti, ki se ukvarja z modrostjo) pomeni danes namerno rabo prikritih zmot in paradoksov' v argumentaciji. Sofist je tisti, ki se poslužuje neveljavnih argumentov kot sredstva prepričevanja.

## Sofistika kot miselno gibanje
V drugi polovici 5. stoletja pr. n. št. je grška mesta, predvsem Atene, zajelo močno duhovno razsvetljensko gibanje. Nevzdržno izvijanje iz tradicionalnih spon je po drugi strani ustrezalo čedalje bolj uveljavljenemu prepričanju, da je aktualne politične, gospodarske in moralne probleme mogoče razumsko obvladovati. Zlasti mlade ljudi je prevzel neznanski optimizem. Nič se ni zdelo nemogoče, pri sofistih, glavnih zastopnikih tega gibanja, pa si je vsakdo lahko pridobil znanja in spretnosti, ki jih je potreboval v javnem in zasebnem življenju, tudi ἀρετή ('krepost').
Izvorno pomeni beseda σοϕιστής (sophistes) 'strokovnjaka', 'izvedenca', 'modreca', tistega, ki poseduje modrost. Sprva se je naziv sofist nanašal na Sedem modrih mož Stare Grčije (Solon, Bias, Tales, Anaharsis, Kleobulos, Pitakos, Hilon). Kasneje je sofistika označevala skupino retorikov in govornikov, ki so posredovali svojo modrost (gr. sophia) proti pogosto visokem plačilu. Sofistika je zaradi svoje družbeno naravnane funkcije (sofisti so bili pogosto javni govorniki ter politiki) postala doktrina, ki postavlja v središče kozmosa človeka. Osnovno načelo sofistike povzema Protagorov izrek homo mensura, človek je merilo vseh stvari (grško: Ἄνϑρωπος μέτρον ἁπάντων.). Sofistiko bi lahko opredelili kot »prvi pojav moralnega, političnega in spoznavnega relativizma«. 
Znani sofisti so poleg Protagore bili tudi Gorgias, Trazimah, Kratil in Antifon. 
Naš najpomembnejši vir, Platon, je bil zagrizen nasprotnik sofistov, zato je Sokrat v njegovih spisih skoraj vedno v sporu z njimi.